# Метрополитен Циндао
Метрополитен Циндао (кит. 青岛地铁) — система метро в Циндао (Китай). Действует с 2015 года. На всех станциях установлены платформенные раздвижные двери.

## История
Первые проекты были составлены ещё в 1935, а затем в 1989 и 1995 годах. Строительство началось в 2009 году.
На линии 3 16 декабря 2015 года открыт первый участок длиной 12 км с 10 станциями, 18 декабря 2016 года — ещё 12 станций.
Линия 2 с 18 станциями открыта 10 декабря 2017 года.
24 декабря 2020 были открыты 1 и 8 линии.

## Галерея

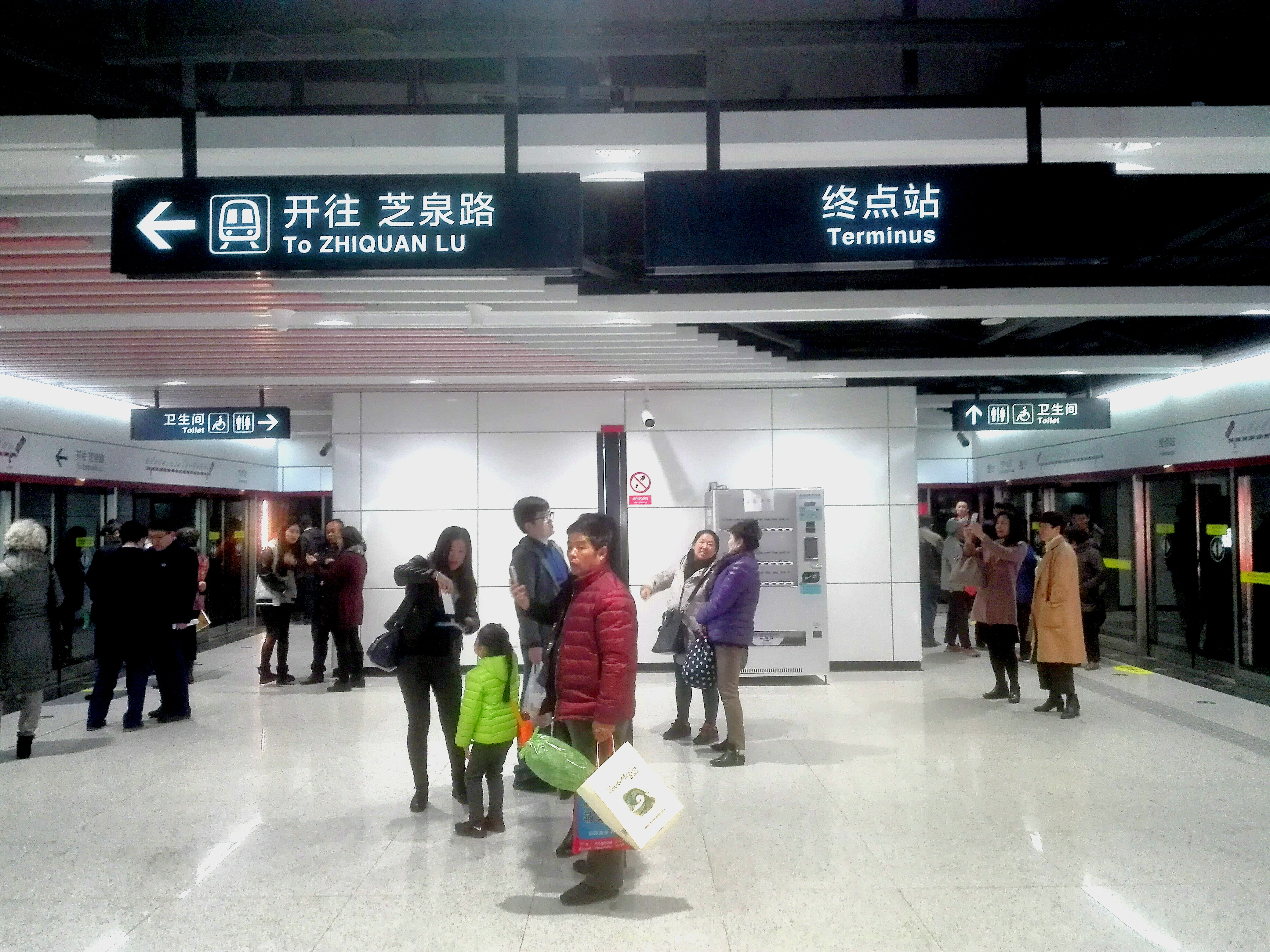
Станция Парк Лицунь (линия 2)
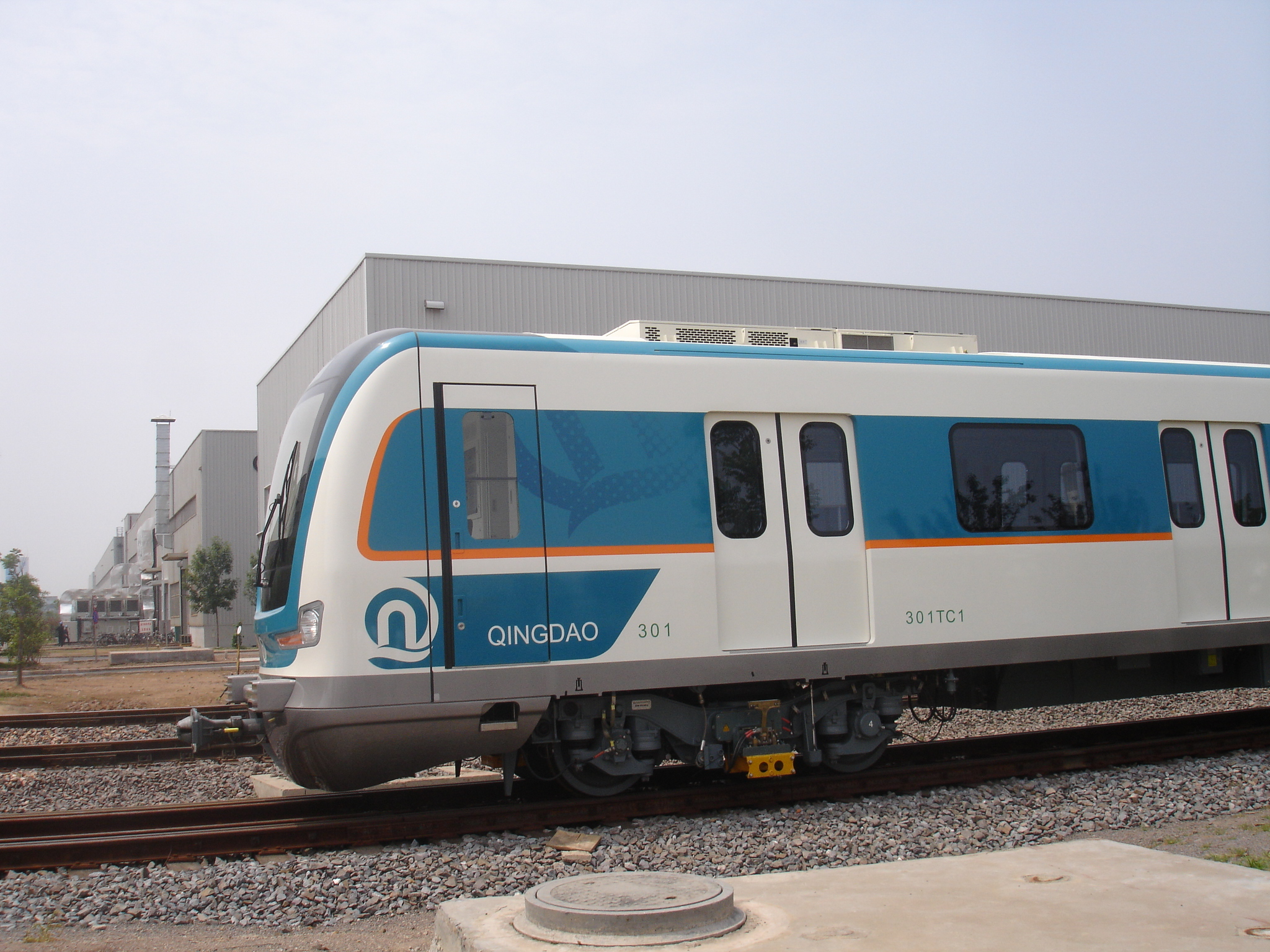
Подвижной состав
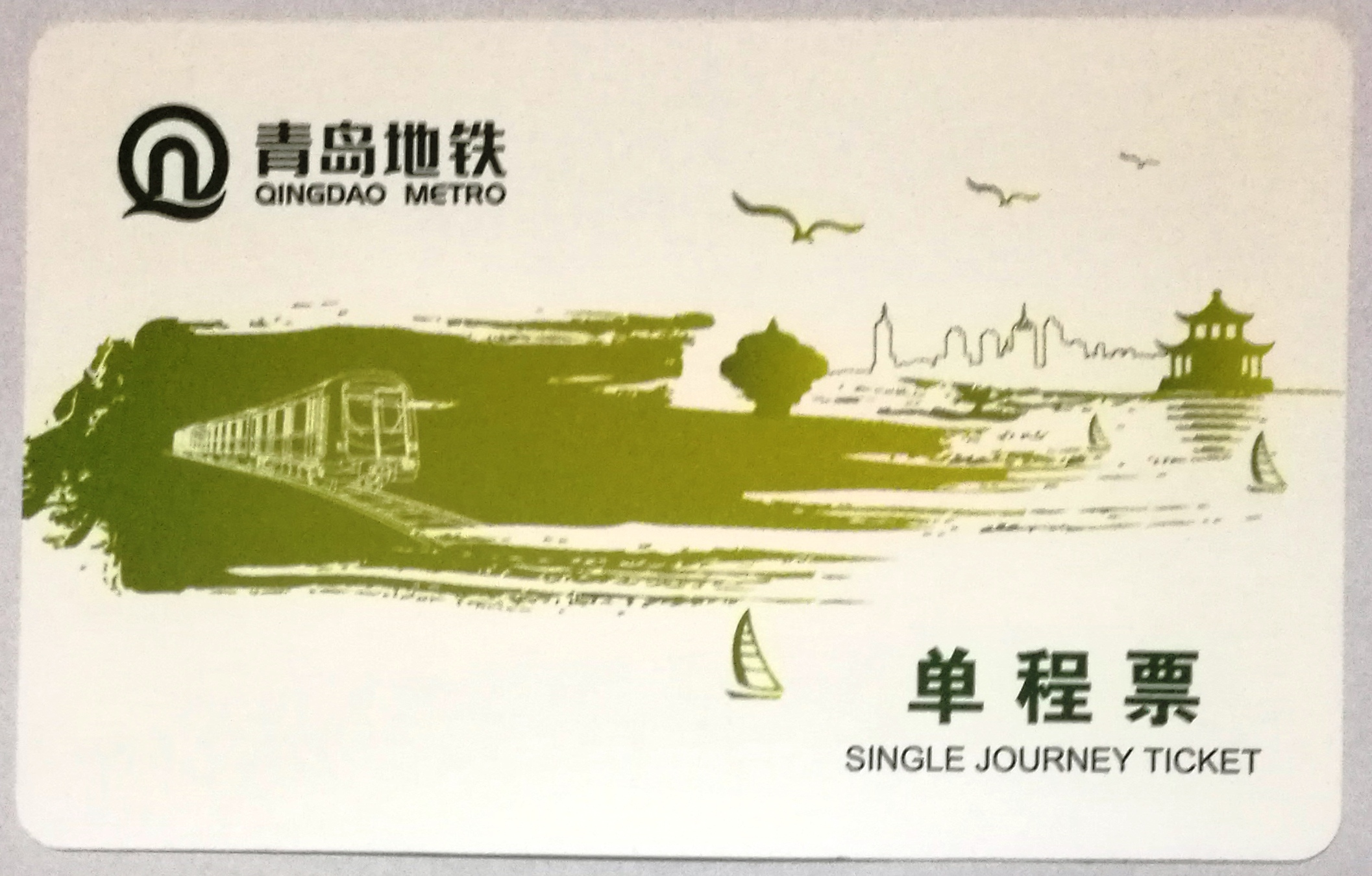
Билет
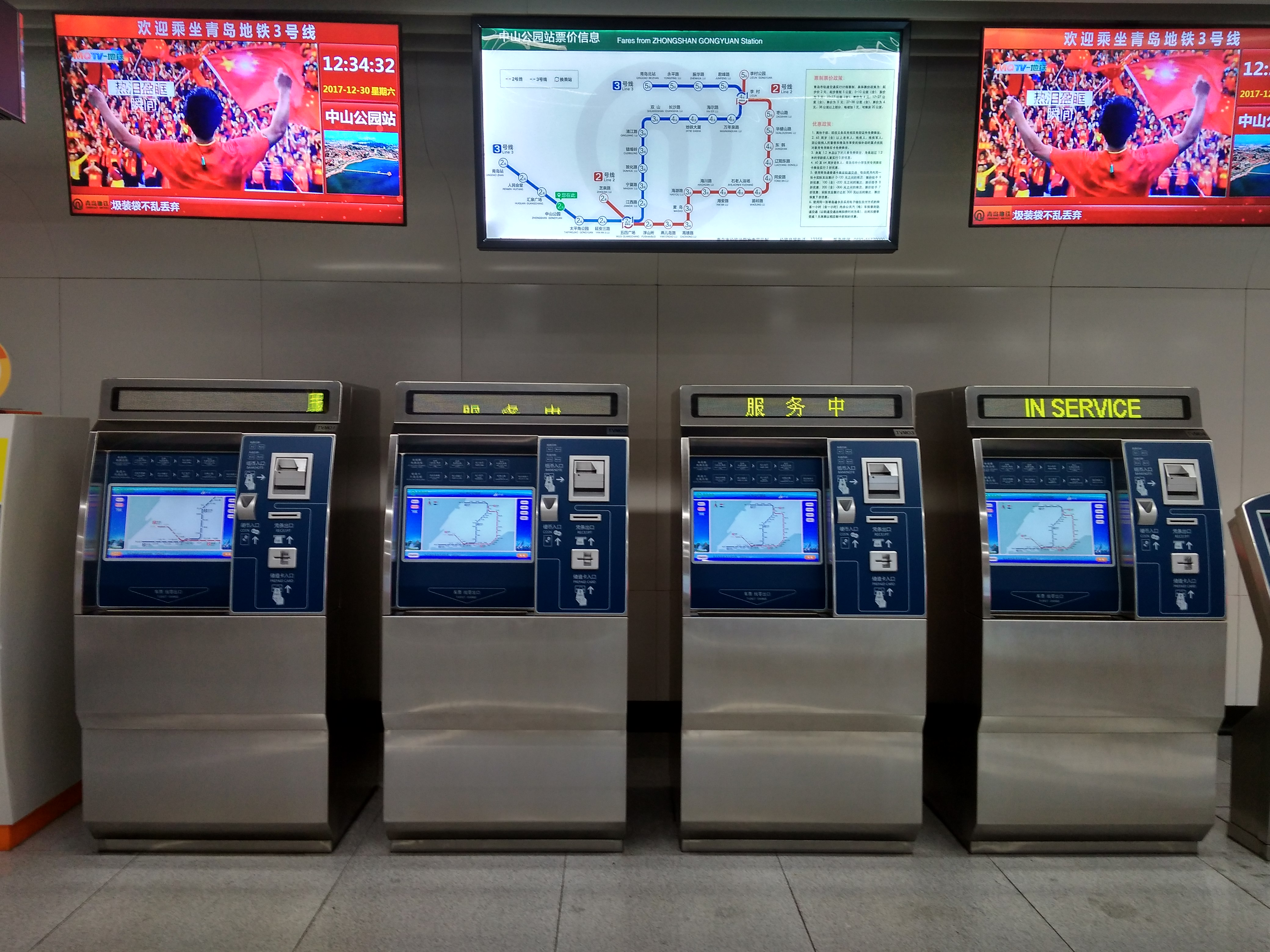
Билетные автоматы
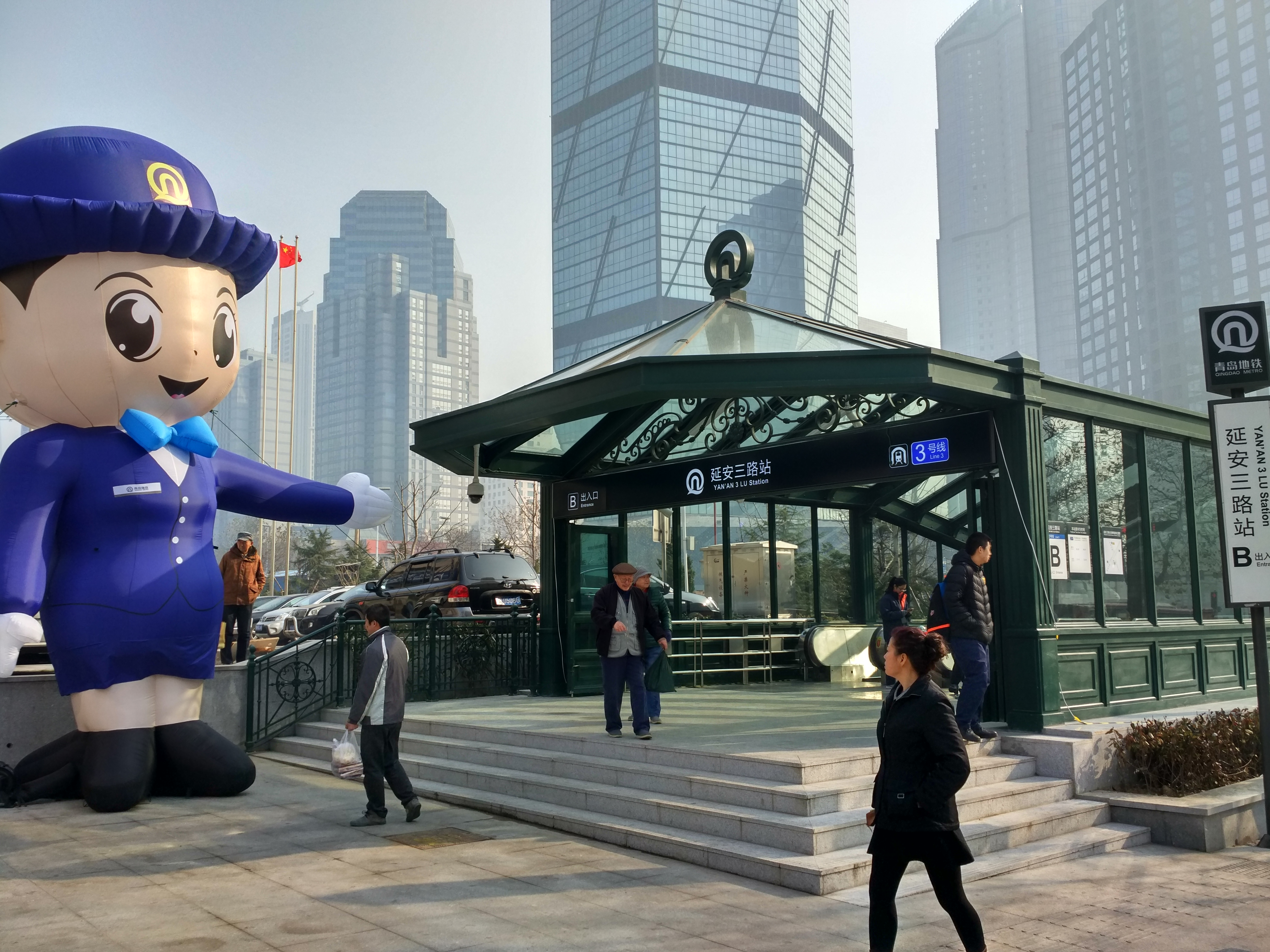
Вход на станцию Яньаньсаньлу (линия 3)

## Перспективы

Планируемая система линий

Строятся ещё несколько линий. В 2018 году планируется запустить линии 11 и 13, в 2020 - линии 1 и 7, в 2021 - линии 4 и 8, в 2022 - линии 6 и 14, в 2023 - линии 9 и 12. Всего в системе планируется 16 линий длиной 836 км, в т.ч. до пригородов и соседних городов.